# Robert Shaw (Rollstuhltennisspieler)
Robert „Rob“ Shaw (* 6. Dezember 1989 in North Bay, Ontario) ist ein kanadischer Rollstuhltennisspieler.

## Karriere
Robert Shaw begann im Alter von sieben Jahren mit dem Tennisspiel. Mit fünfzehn hörte er auf, Turniere zu spielen und wurde stattdessen Trainer. Dabei trainierte er schon zu dieser Zeit auch Rollstuhltennisspieler. Nach einem Unfall im Alter von 21 Jahren, der eine inkomplette Querschnittlähmung verursachte, übte er selbst aktiv diese Disziplin aus. Seit 2014 spielt er ITF-Turniere, er tritt in der Klasse der Quadriplegiker („Quad“) an.
Bei Grand-Slam-Turnieren war er besonders im Doppel – seit 2023 an der Seite des Australiers Heath Davidson – erfolgreich, er kann auf jedem Belag (Rasen, Sand und Hartplatz) eine Finalteilnahme vorweisen.
Shaw hat Kanada seit 2015 mehrfach bei World Team Cup vertreten.
Er nahm zweimal an Parapanamerikanischen Spielen teil. 2019 in Lima gewann er bei der ersten Austragung der Quad-Wettbewerbe Gold, im Finale besiegte er David Wagner in zwei Sätzen. Bei den nächsten Spielen 2023 in Santiago de Chile musste er sich erst im Endspiel dem Lokalmatador Francisco Cayulef knapp in drei Sätzen geschlagen geben.
Auch bei Paralympischen Spielen kommt Rob Shaw auf zwei Teilnahmen. 2021 in Tokio scheiterte er noch in der ersten Runde an Andy Lapthorne, bei den Spielen 2024 in Paris gelangte er nach einem Auftaktsieg gegen Ymanitu Silva ins Viertelfinale – dort war er gegen den späteren Goldmedaillengewinner Niels Vink allerdings chancenlos.
Robert Shaw war bei den Parapanamerikanischen Spielen 2023 einer der Fahnenträger Kanadas.
Shaw gehört in der Wahlperiode 2023–2024 dem Spielerrat (ITF Wheelchair Tennis Player Council) der ITF an. Der Spielerrat vertritt die Interessen der Spielerinnen und Spieler und berät die ITF in Fragen der Regularien.
2021 wurde Shaw an der University of British Columbia in Gesundheitssport (Health and Exercise Sciences) promoviert.

## Leistungsbilanz bei den Grand-Slam-Turnieren

### Einzel
| Turnier         | 2022 | 2023 | 2024 | 2025 | Karriere |
| --------------- | ---- | ---- | ---- | ---- | -------- |
| Australian Open | –    | VF   | VF   | 1    | VF       |
| French Open     | –    | VF   | VF   | VF   | VF       |
| Wimbledon       | –    | VF   | –    | –    | VF       |
| US Open         | VF   | 1    |      |      | VF       |

### Doppel
| Turnier         | 2022 | 2023 | 2024 | 2025 | Karriere |
| --------------- | ---- | ---- | ---- | ---- | -------- |
| Australian Open | –    | HF   | HF   | HF   | HF       |
| French Open     | –    | F    | HF   | HF   | F        |
| Wimbledon       | –    | F    | –    | –    | F        |
| US Open         | F    | VF   |      |      | F        |

Zeichenerklärung: S = Turniersieg; F, HF, VF, AF = Einzug ins Finale / Halbfinale / Viertelfinale / Achtelfinale; 1, 2, 3 = Ausscheiden in der 1. / 2. / 3. Hauptrunde; nicht ausgetragen